# Passi (rapper)
Passi, pseudonimo di Passi Ballende (Brazzaville, 21 dicembre 1972), è un rapper francese di origine congolese.

## Percorso musicale
L'inizio della carriera musicale di Passi è caratterizzata dalla militanza, nella prima metà degli anni novanta, nel gruppo Ministère A.M.E.R. e dalle collaborazioni con i rapper Stomy Bugsy e Doc Gyneco. Debutta da solista nel 1997 con il brano Je zappe et je mate, tratto dall'album Les tentations, che fa conoscere al pubblico anche le sue qualità di paroliere.
Nel 1998 fonda una sua etichetta indipendente, la Issap Productions. Alcuni anni dopo, nel 2000, dà alle stampe due album con il collettivo franco-congolese Bisso Na Bisso, compreso un disco dal vivo registrato allo Zénith di Parigi.
La sua canzone Il fait chaud è stata utilizzata come sigla di coda nell'ultimo episodio della serie tv Sex and the City, senza che fosse comunque riportata nei titoli di coda dello stesso, rimanendo così sconosciuta ai più.

## Discografia

### Solista
- 1997 – Les Tentations
- 2001 – Genèse
- 2004 – Odyssée
- 2007 – Évolution
- 2007 – Révolution
- 2013 – Ere Afrique

### Ministère A.M.E.R
- 1992 – Pourquoi Tant de Haine
- 1994 – 95200

### Bisso Na Bisso
- 1998 – Racines
- 1999 – Le 15 mai 1999 (live)
- 2009 – Africa

### Dis l'heure 2 zouk (produttore)
- 2002 – Dis l'heure 2 Rimes
- 2003 – Dis l'heure 2 Zouk
- 2004 – Dis l'heure 2 Ragga Dancehall
- 2005 – Dis L'Heure 2 Afro Zouk vol.1
- 2006 – Dis L'Heure 2 Hip Hop/Rock